# Анфим (Зепович)
Митрополит Анфим Зепович (серб. Антим Зеповић, греч. Άνθιμος Ζέπος; ок. 1762, остров Миконос — не ранее 1814) — епископ Константинопольской православной церкви, епископ (по другим данным, митрополит) Ужицко-Валевский.

## Биография
Анфимос Зепос, грек по происхождению, чья фамилия в сербских документах была записана на сербский манер — Зепович, родился приблизительно в 1762 году на острове Миконос.
Когда митрополит Ужицкий и Валевский Даниил был премещён в Тырново, Священным Синодом Константинопольского Патриархата в марте 1802 года на его место был избран Анфим, ранее бывший протосинкеллом Ираклийской митрополии.
Анфим первоначально имел резиденцию в Валеве, а потом переселился в Шабац.
Во время Первого сербского восстания (1804—1813) поддерживал многие начинания повстанцев. Вместе с митрополитом Леонтием (Ламбровичем) участвовал в сходе повстанческих старейшин, направивших австрийскому императору, митрополиту Стефану (Стратимировичу) и генералу Женейну прошение о помощи сербскому народу в борьбе против турецкого владычества.
В августе 1805 года принял участие в собрании в Монастыре Боговачи, где было принято решение объявить Карагеоргия вождём сербского народа. В связи с этим решением Матфей Ненадович записал: «Дозовемо ваљевског владику Антима (истина да је био Грк, али света душа), који ће на светој тајни Карађорђа помазати светим миром».
Хотя положение владыки Антима в сербско-турецких отношениях было очень деликатным, с учётом его принадлежности лояльного Порте Константинопольской патриархии, он всегда стоял за свою паству и имел полное доверие со стороны митрополита Карловацкого Стефана (Стратимировича), чья хиротония не была признана Константинопольским Патриархатом.
Когда Анфим покинул Сербию, митрополит Стефан для него получил позволение у австро-венгерских властей остаться на территории Империи. Так как гражданские власти ему запретили пребывание в Митровице, митрополит Стфеан предложил Анфиму поселиться в Карловцах или в Монастыре Бешеново, где братия его радушно приняла, зная, что митрополит Стефан уважает его за отношение к Первому сербскому восстанию.
В 1807 году возвратился в епархию и вновь занял свою кафедру. Намерение Карагеоргия поставить Анфима в сан митрополита Белградского в 1812 году не осуществилось.
Оставался на кафедре до 1814 года, когда Константинопольская патриархия поставила нового Ужицко-Шабацкого епископа.
«Како се види, био је интересантна и значајна личност у догађајима првог српског устанка и био радо виђен у српском народу. За историју грчког народа и грчке културе у иноземству владика Антим био је један од виђенијих и добро примљених Грка у Србији, чији се спомен задржао у српској историографији».
Портрет епископа Антима с момента написания и вплоть до Второй мировой войны хранился в монастыре Бешеново. Из его описания исследователями сделан вывод, что он был написан в Сремски-Карловцах при дворе митрополита Стефана Стратимировича в 1811 году.